# Kwediboma
Kwediboma è una circoscrizione rurale (rural ward) della Tanzania situata nel distretto di Kilindi, regione di Tanga. Conta una popolazione di 17 748 abitanti (censimento 2012).